# Mesomyia mansoni
Mesomyia mansoni är en tvåvingeart som först beskrevs av Kyle Summers 1912.  Mesomyia mansoni ingår i släktet Mesomyia och familjen bromsar. Inga underarter finns listade i Catalogue of Life.